# Kissin' Cousins
Kissin' Cousins è il 15° album in studio di Elvis Presley, pubblicato nel 1964 negli Stati Uniti, contenente la colonna sonora del film Il monte di Venere, da lui interpretato.

## Produzione
Le sedute di registrazione per l'album ebbero luogo nello Studio B della RCA a Nashville, Tennessee, il 26 & 27 maggio, e il 29 & 30 settembre 1963. Queste furono le ultime sedute di incisione in studio di Presley prima dell'impatto deflagrante della Beatlemania negli Stati Uniti. Durante la stessa settimana della pubblicazione del disco di Presley, il 4 aprile 1964, i Beatles detenevano ben dodici posizioni in classifica nella Billboard Hot 100 riservata ai singoli, incluse le cinque posizioni più alte. Era ormai evidente che la proposta musicale di Elvis era diventata sorpassata e stagnante e che l'incerta direzione della sua carriera ormai orientata più verso film musicarelli per adolescenti piuttosto che alla musica vera e propria, lo stava rapidamente mettendo "fuori moda" rispetto alle nuove leve del pop rock britannico.
Dato che le sessioni per Viva Las Vegas (pubblicato dopo ma completato prima di Kissin' Cousins) si erano protratte troppo a lungo sforando il budget prefissato, il Colonnello Tom Parker decise per ragioni fiscali che le sedute si tenessero allo Studio B, lontano da Hollywood e dalle sue distrazioni. Dieci brani furono approntati per la colonna sonora del film durante due serate in studio a settembre, con l'incisione di due differenti versioni della title track opera di due autori diversi, una incisa nel consueto stile vocale di Presley, e l'altra più in stile hillbilly in tema con l'atmosfera della pellicola. Quest'ultima versione di Kissin' Cousins sarebbe stata pubblicata su singolo nel febbraio 1964 con It Hurts Me sul lato B. Raggiunse la posizione numero 12 nella classifica Billboard Hot 100. Come già accaduto per la precedente colonna sonora registrata da Elvis, due brani aggiuntivi, Echoes of Love e (It's A) Long Lonely Highway di Doc Pomus e Mort Shuman furono ripescati dall'abortito album "perduto" delle sessioni del maggio 1963, così da rimpolpare la scaletta dell'album.

## Accoglienza
L'album raggiunse la posizione numero 6 nella classifica di Billboard Top Pop Albums. 

## Tracce

### Lato 1
| Traccia | Registrazione | Titolo                        | Autori                                 | Durata |
| ------- | ------------- | ----------------------------- | -------------------------------------- | ------ |
| 1.      | 9/29/63       | Kissin' Cousins (Number 2)    | Bernie Baum, Bill Giant, Florence Kaye | 1:16   |
| 2.      | 9/30/63       | Smokey Mountain Boy           | Lenore Rosenblatt, Victor Millrose     | 2:37   |
| 3.      | 9/29/63       | There's Gold in the Mountains | Bernie Baum, Bill Giant, Florence Kaye | 1:54   |
| 4.      | 9/29/63       | One Boy, Two Little Girls     | Bill Giant, Bernie Baum, Florence Kaye | 2:32   |
| 5.      | 9/30/63       | Catchin' On Fast              | Bernie Baum, Bill Giant, Florence Kaye | 1:21   |
| 6.      | 9/29/63       | Tender Feeling                | Bernie Baum, Bill Giant, Florence Kaye | 2:33   |

### Lato 2
| Traccia | Registrazione | N° Catalogo | Data    | Classifica | Titolo                               | Autori                                      | Durata |
| ------- | ------------- | ----------- | ------- | ---------- | ------------------------------------ | ------------------------------------------- | ------ |
| 1.      | 9/30/63       |             |         |            | Anyone (Could Fall in Love with You) | Bennie Benjamin, Luchi de Jesus, Sol Marcus | 2:29   |
| 2.      | 9/30/63       |             |         |            | Barefoot Ballad                      | Dolores Fuller, Larry Morris                | 2:26   |
| 3.      | 9/29/63       |             |         |            | Once Is Enough                       | Sid Tepper & Roy C. Bennett                 | 1:55   |
| 4.      | 9/30/63       | 47-8307     | 2/10/64 | numero 12  | Kissin' Cousins                      | Fred Wise & Randy Starr                     | 2:14   |
| 5.      | 5/26/63       |             |         |            | Echoes of Love                       | Bob Roberts & Paddy McMains                 | 2:20   |
| 6.      | 5/27/63       |             |         |            | (It's a) Long Lonely Highway         | Doc Pomus & Mort Shuman                     | 2:38   |

### Ristampa in CD del 2017
1. Kissin’ Cousins (Number 2) - 1:16
2. Smokey Mountain Boy - 2:37
3. There’s Gold In The Mountains - 1:54
4. One Boy Two Little Girls - 2:32
5. Catchin’ On Fast - 1:21
6. Tender Feeling - 2:33
7. Anyone (Could Fall In Love With You) - 2:29
8. Barefoot Ballad - 2:26
9. Once Is Enough - 1:55
10. Kissin’ Cousins - 2:14
11. Echoes Of Love - 2:20
12. (It’s a) Long Lonely Highway - 2:38
13. Kissin’ Cousins (Number 2) (Unedited Master) - 2:20
14. Catchin’ On Fast (Unedited Master) - 2:01
15. Anyone (Could Fall In Love With You) (V.O. Take 2/Alternate Master) - 2:42
16. Kissin’ Cousins (Hillbilly Vocal) - 1:43
17. Kissin’ Cousins (Regular Vocal) - 1:46
18. Barefoot Ballad (Vocal Overdub, Take 2 & Pickup Take 4 - Partial) - 1:07
19. Barefoot Ballad (Instrumental) - 1:28
20. There’s Gold In The Mountains (Instrumental) - 1:21
21. Pappy Won’t You Please Come Home (Dolores Edgin Vocal, Take 6/M) - 2:39
22. There’s Gold In The Mountains (Track, Takes 1-2) - 2:43
23. One Boy Two Little Girls (Track, Take 2) - 2:54
24. Once Is Enough (Track, Take 1) - 3:15
25. Tender Feeling (Track, Take 1) - 2:43
26. Kissin’ Cousins (Number 2) (Track, Take 1) - 2:08
27. Smokey Mountain Boy (Track, Take 1-Intro & Take 4/M) - 3:46
28. Catchin’ On Fast (Track, Take 1 & Ending Take 2) - 2:31
29. Barefoot Ballad (Track, Take 2) - 3:07
30. Anyone (Could Fall In Love With You) (Track, Take 4) - 2:48
31. Kissin’ Cousins (Track, Take 1) - 1:49
32. Tender Feeling (Vocal Only, Take 1/M) - 2:40

## Formazione
- Elvis Presley - voce
- The Jordanaires - cori
- Millie Kirkham, Dolores Edgin, Winnifred Brest - cori
- Boots Randolph, Bill Justis - sassofono
- Cecil Brower - violino
- Scotty Moore, Grady Martin - chitarra elettrica
- Jerry Kennedy, Harold Bradley - chitarra elettrica, banjo
- Floyd Cramer - pianoforte
- Bob Moore - basso
- D. J. Fontana, Buddy Harman - batteria